# Ditassa banksii
Ditassa banksii är en oleanderväxtart som beskrevs av Johann Jakob Roemer och Schult.. Ditassa banksii ingår i släktet Ditassa och familjen oleanderväxter. Inga underarter finns listade i Catalogue of Life.